# Хороднику де Сус (Сучава)
Хороднику де Сус (рум. Horodnicu de Sus) насеље је у Румунији у округу Сучава у општини Хородник Де Сус. Oпштина се налази на надморској висини од 423 m.

## Становништво
Према подацима из 2011. године у насељу је живело 6899 становника.